# Krasnodęby-Kasmy
Krasnodęby-Kasmy – wieś w Polsce położona w województwie mazowieckim, w powiecie sokołowskim, w gminie Sokołów Podlaski. Ma status sołectwa.
W latach 1975–1998 miejscowość administracyjnie należała do województwa siedleckiego.
Jedna z trzech, obok Krasnodębów Sypytek i Krasnodębów Rafałów, gniazdowych wsi szlacheckich, założona pod koniec XV wieku, przez ród Krasnodębskich. Według rodowej legendy jej założycielem był Kosma, jeden z trzech braci, dziedziców na Krasnodębach, któremu wieś zawdzięcza nazwę.
W przededniu Unii Polsko Litewskiej w Lublinie, 14 maja 1569 roku, dziedzicowie z Krasnodąb Sipitkow: szlachetny Jan syn Stanisławow Sadło, szlachetny Piotr woźny ziemski, szlachetny Jakub Krasnodębski, szlachetny Paweł syn Marcinow, szlachetny Jan syn Marcinow, szlachetny Kasper syn Janow, dziedzice, szlachetny Paweł syn Michałow, szlachetny Jozef syn Michałow, szlachetny Andrzej syn Mikołajow, szlachetny Jan syn Mikołajow, szlachetny Grzegorz syn Mikołajow, szlachetny Bartosz syn Szymonow, dziedzicowie z Kasm Krasnodąb, złożyli przysięgę na wierność Koronie Polskiej.
Słownik Geograficzny Królestwa Polskiego i Innych Krajów Słowiańskich podaje że w roku 1827 Krasnodęby Kasmy, należące wówczas do gminy Wyrozęby w powiecie Sokołów Podlaski, liczyły 24 domostwa ze 141 mieszkańcami natomiast w roku 1883 20 domostw ze 141 mieszkańcami. Tereny uprawne wsi liczono wówczas na 371 mórg.
W roku 1999, wieś Krasnodęby Kasmy wraz z Krasnodębami Sypytkami oraz Krasnodębami Rafałami, została włączona do gminnego systemu wodociągowego. We wszystkich trzech wsiach dostępne są też kablowe media telewizyjne i telefoniczne. Liczba ludności - 56 osób. Całkowita powierzchnia gruntów - 246,44 ha w tym; grunty rolne - 192,08 ha; łąki i pastwiska - 33,95 ha; lasy - 5,14 ha; nieużytki - 0,32 ha.
Wierni kościoła rzymskokatolickiego należą do parafii Niepokalanego Serca Najświętszej Maryi Panny w Sokołowie Podlaskim

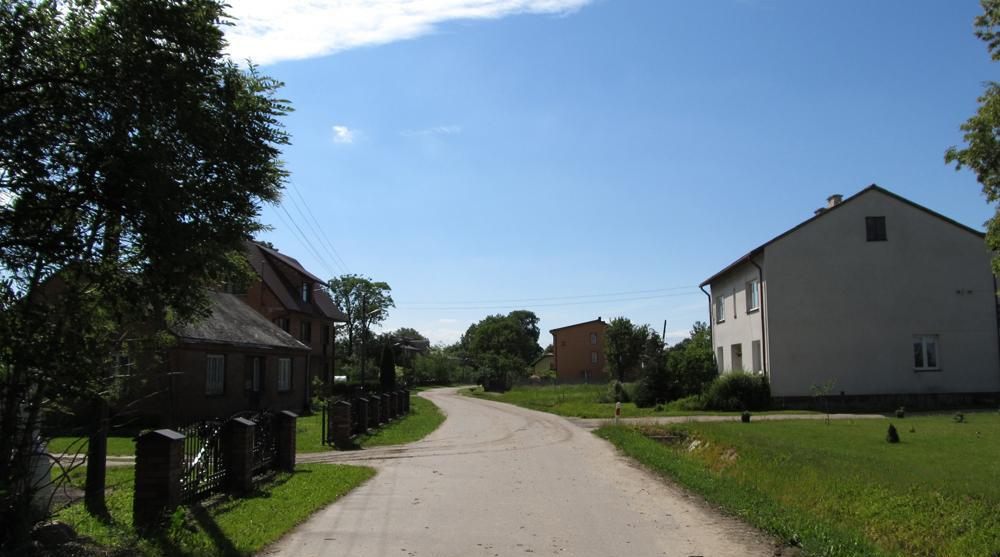
Krasnodęby Kasmy, widok od strony wsi Krasnodęby Rafały